# Los Sims: toman la calle
Los Sims Toman la Calle (Nombre original: The Sims Bustin' Out) es un videojuego creado por Maxis y distribuido por Electronic Arts y es el segundo de la saga SIM para videoconsolas. En esta ocasión también está totalmente en 3D.

## El juego
Como en cualquier juego de Los Sims, lo principal es ponerte en la piel de un sim y controlarlo, satisfaciendo sus necesidades. Pero, puedes elegir entre dos modos de juego: El Modo libre y el Modo Tomar la Calle, además del modo en línea Finde en Casa.

### Modo Libre
En el modo libre podremos hacer lo mismo que en Los Sims para PC. Crea un vecindario con distintas familias formadas por distintos sims y hogares. En este modo de juego "clásico" trata de controlar sus vidas, y las relaciones que suceden entre ellos. (Casarse, peleas, muertes, hijos...)

### Modo Tomar la Calle
En este modo deberemos ayudar a tu sim a llegar a lo más alto. Tu sim empieza viviendo en casa de su madre, por lo que deberás buscar trabajo para ganar dinero y poder independizarte. Mientras vas ascendiendo en el trabajo y cambiando de casas, deberás cumplir objetivos para seguir la trama.

### Modo Finde en Casa
Es el modo en línea del juego y en él podremos invitar a sims e intercambiar objetos. Sólo está disponible en PlayStation 2.
Casas del modo historia:
Casa de Noemi/Borja:
La casa de tu hermanastro/a. Tienes que pasar por una o la otra para empezar.
Studio 8:
La galería de arte, el lugar más Hippie, donde te inunda la cultura... Todo eso y mucho en el Studio 8. Allí esta Cari y Arnoldo. Pasas por ella en Víctima de la moda y Contracultura.
- Datos: Q951415